# 横場村
横場村（よこばむら）は、かつて新潟県南蒲原郡にあった村。

## 沿革
- 1889年（明治22年）4月1日 - 町村制施行に伴い南蒲原郡横場新田、曽根新田が合併し、横場村が発足。
- 1901年（明治34年）11月1日 - 南蒲原郡田上村、羽生田村、保明村と合併し、田上村を新設して消滅。